# Copa Mundial de Críquet Twenty20
La Copa Mundial de Críquet T20 es un torneo de selecciones nacionales masculinas de críquet en formato reducido a 20 overs que se disputa desde el año 2007. Lo organiza el Consejo Internacional de Críquet (ICC), como complemento a la Copa Mundial de Críquet, que se juega a 50 overs. Actualmente participan un total de 20 equipos: 10 de países con estatus Test y diez de países con estatus asociado.

## Historia
Cuando finalizó la Copa Benson & Hedges en 2002, el ECB buscaba otra competencia de un día para ocupar su lugar. Las autoridades del críquet buscaban aumentar la popularidad del juego entre la población más joven en respuesta a la disminución de las audiencias y la reducción de los ingresos patrocinio. Tenían la intención de ofrecer un cricket más emocionante y de ritmo rápido accesible para los fanáticos que se sintieron desanimados por las versiones más largas del juego. Stuart Robertson, el gerente de marketing del ECB, propuso un juego de más de 20 entradas por entrada a los presidentes de los condados en 2001 y votaron 11 a 7 a favor de adoptar el nuevo formato.
Primero se decidió que el torneo se llevaría a cabo cada dos años salvo que hubiese una Copa Mundial de Cricket el mismo año, en cuyo caso se llevaría a cabo el año anterior. El primer torneo fue en 2007 en Sudáfrica, donde India derrotó a Pakistán en la final. Kenia y Escocia tuvieron que clasificarse a través de la Liga Mundial de Críquet de ese mismo año, que fue una competencia de 50 overs que tuvo lugar en Nairobi. En diciembre de 2007 se decidió realizar un torneo de clasificación con un formato 20 overs para preparar mejor a los equipos. Con seis participantes, dos calificarían para el Mundial y cada uno recibiría $250,000 en premios. El segundo torneo lo ganó Pakistán, que venció a Sri Lanka por 8 wickets en Lord's el 21 de junio de 2009. El torneo de 2010 se llevó a cabo en las Indias Occidentales en mayo de 2010, donde Inglaterra derrotó a Australia por 7 wickets. El de 2012 fue ganado por las Indias Occidentales, al derrotar a Sri Lanka en la final. Por primera vez, una nación anfitriona compitió en la final del campeonato. Hubo 12 participantes por el título, incluidos Irlanda y Afganistán tras superar las clasificatorias, y fue la primera vez que el torneo de la Copa Mundial T20 se llevó a cabo en un país asiático.

## Resultados y estadísticas

### Campeonatos
| Año  | Edición | Sede                               | Campeón             | Subcampeón     | Margen         | Semifinalistas                | Nº de equipos |
| ---- | ------- | ---------------------------------- | ------------------- | -------------- | -------------- | ----------------------------- | ------------- |
| 2007 | 1.º     | Sudáfrica                          | India               | Pakistán       | 5 carreras     | Australia Nueva Zelanda       | 12            |
| 2009 | 2.º     | Inglaterra                         | Pakistán            | Sri Lanka      | 8 wickets      | Indias Occidentales Sudáfrica | 12            |
| 2010 | 3.º     | Indias Occidentales                | Inglaterra          | Australia      | 7 wickets      | Pakistán Sri Lanka            | 12            |
| 2012 | 4.º     | Sri Lanka                          | Indias Occidentales | Sri Lanka      | 36 carreras    | Australia Pakistán            | 12            |
| 2014 | 5.º     | Bangladés                          | Sri Lanka           | India          | 6 wickets      | Indias Occidentales Sudáfrica | 16            |
| 2016 | 6.º     | India                              | Indias Occidentales | Inglaterra     | 4 wickets      | India Nueva Zelanda           | 16            |
| 2021 | 7.º     | Emiratos Árabes Unidos Omán        | Australia           | Nueva Zelanda  | 8 wickets      | Inglaterra Pakistán           | 16            |
| 2022 | 8.º     | Australia                          | Inglaterra          | Pakistán       | 5 wickets      | Nueva Zelanda India           | 16            |
| 2024 | 9.º     | Indias Occidentales Estados Unidos | Por disputarse      | Por disputarse | Por disputarse | Por disputarse                | 20            |

### Palmarés
| Selección           | Campeón | Años campeón | Subcampeón | Años subcampeón |
| ------------------- | ------- | ------------ | ---------- | --------------- |
| Inglaterra          | 2       | 2010, 2022   | 1          | 2016            |
| Indias Occidentales | 2       | 2012, 2016   | -          |                 |
| Sri Lanka           | 1       | 2014         | 2          | 2009, 2012      |
| Pakistán            | 1       | 2009         | 2          | 2007, 2022      |
| India               | 1       | 2007         | 1          | 2014            |
| Australia           | 1       | 2021         | 1          | 2010            |
| Nueva Zelanda       | -       |              | 1          | 2021            |

Nota: en cursiva, se indica el torneo en que el equipo fue local.